# Списък с епизоди на „Братя по оръжие“
Това е списъкът с епизоди на „Братя по оръжие“ с оригиналните дати на излъчване в САЩ и България.
| № | №  | Заглавие          | Режисура           | Сценарий                   | Първо излъчване      | Първо излъчване в България | Рейтинг (в милиони) |
| --- | -- | ----------------- | ------------------ | -------------------------- | -------------------- | -------------------------- | ------------------- |
| 1 | 1  | Курахи            | Фил Олдън Робинсън | Ерик Йендресен и Том Ханкс | 9 септември 2001 г.  | 5 февруари 2007 г.         | 9,90                |
| Историята започва през юли 1942. Пета рота на 506-и батальон към 101-ва въздушнодесантна пристига в лагер Токоа, Джорджия под командването на капитан Хърбърт Соубъл (в ролята Дейвид Шуимър). Садистичният Соубъл с удоволствие подлага войниците си на всякакви изпитания, които ще им дадат увереност и ще ги направят най-силната част от дивизията. Соубъл командва 5-а рота, но момчетата уважават повече лейтенант Уинтърс. Конфликтът изглежда неизбежен... |    |                   |                    |                            |                      |                            |                     |
| 2 | 2  | Денят на дните    | Ричард Лонкрейн    | Джон Орлоф                 | 9 септември 2001 г.  | 6 февруари 2007 г.         | 9,90                |
| 6 юни 1944. Денят на десанта. След няколко дена отлагане съюзниците са тръгнали за Нормандия и откриват – - втори фронт. Това е най – голямата въздушодесантна и воднодесантна операция за войната и историята. 5-а рота се спуска зад фронтова линия в Нормандия, но парашутистите се оказват пръснати из цялото бойно поле. Уинтърс се озовава във вражеска територия, а единственото му оръжие е неговият щик. За щастие намира един войник – Джон Хоул – (Каубой) и двамата търсят начин да намерят останалите. След, като успяват да се съберат с някои момчета от ротата и други от – 101 и 82 и др., се оказва, че командирът на 5-а рота е загинал при десанта и Уинтърс заема неговото място. Ще може ли поверената му рота да обезвреди немски гарнизон с четири оръдия край място с името – (Brecourt Manor) ? Последвалата операция влиза в историята. |    |                   |                    |                            |                      |                            |                     |
| 3 | 3  | Карентан          | Микаел Саломон     | Е. Макс Фрай               | 16 септември 2001 г. | 7 февруари 2007 г.         | 7,27                |
| 7 юни – 12 юни 1944 Албърт Блайт е сред парашутистите спуснати над Нормандия в деня на десанта. За него войната е трудна и търси начини почти винаги да се скътава и крие по време на боевете. Пета рота получава задачата да завземе град Карентан. Карентан е нужен на Съюзниците, за да могат частите от плажовете Юта и Омаха да се съберат и да продължат навътре в страната. Пета рота успява да превземе града, но немските картечници, снайпери и мунохвъргачки взимат жертви. След успешното завземане на града, Пета рота трябва да удържи позициите си наблизо край града и да отблъсне контраатаката на немците, която е неизбежна,тъй като градът е също толкова важен и за тях. Блайт се озовава на предната линия и трябва да се пребори със страха си от това да убие човек или той самият да бъде убит. След няколко месеца момчетата се връщат в Англия. Блайт е ранен по време на бой и лежи в болница. |    |                   |                    |                            |                      |                            |                     |
| 4 | 4  | Попълнения        | Дейвид Нътър       | Греъм Йост                 | 23 септември 2001 г. | 8 февруари 2007 г.         | 6,29                |
| В Пета рота и петстотин и шести полк идват млади попълнения и нови офицери на мястото на загиналите по време на операциите в Нормандия и Франция. Едва излезли от въздушно десантната школа те взимат участие в Операция Маркет Гардън – най-значителната парашутно десантна операция, която цели приключване на войната до Коледата на 1944-та. Информацията, която имат от разузнаването сочи, че германските части са съставени от възрастни хора и членове на Хитлерюнгенд. Информацията, обаче, се оказва невярна и битката се оказва една от най-кървавите. Съюзниците са спуснати зад вражеските линии в Холандия със задачата да превземат Айндховен, Ниймеген и Арнем. Пета рота има за задача да завземе и Айндховен и да го удържи до пристигането на 30-и танков корпус, а когато стигат до Нюенен водят ожесточен бой и са принудени да отстъпят, а докато отстъпват – Комптън е ранен, а Рандълман е изгубен. След, като прекарва трудна вечер в една мелнимелница, е намерен на сутринта и се връща в ротата. Ротата продължава към следващата задача. |    |                   |                    |                            |                      |                            |                     |
| 5 | 5  | На кръстопът      | Том Ханкс          | Ерик Йендресен             | 30 септември 2001 г. | 12 февруари 2007 г.        | 6,13                |
| Октомври-декември 1944. Капитан Ричард Уинтърс е повишен и вече не е командир на 5-а рота. Фактът, че прекарва повечето време зад бюро, го кара да си спомня с носталгия дните, в които е водил 5-а рота в сражения. Освен това трябва да изготви доклад по проведена акция по една дига. Лейтенант Хайлигър води акция за спасяването на много съюзнически парашутисти. Лейтенант Хайлигър е ранен от невнимателен часови. Когато се изтеглят във Франция по настояване на Никсън, Уинтърс получава 48-часов отпуск в Париж и дори там го преследват спомените от миналото – (когато е застрелял едно момче по време на атаката на дигата), а когато се връща новият командир на 5-а рота, лейтенант Дайк, ги уведомява, че е започнала невиждана немска офанзива в Ардените и ротата трябва да се отправи към Бастон. |    |                   |                    |                            |                      |                            |                     |
| 6 | 6  | Бастон            | Дейвид Лиланд      | Брус Маккена               | 7 октомври 2001 г.   | 13 февруари 2007 г.        | 6,42                |
| Битката при Бастон е последната офанзива на Хитлер и затова е внимателно планирана така, че да се увенчае с успех. Той замисля да обгради американските войници в Арденската гора, да им отреже снабдяването с провизии и те да се окажат в снежен капан в най-студените дни на годината. Момчетата изглеждат обречени, но те знаят едно: парашутистите се бият най-добре, когато са обградени. |    |                   |                    |                            |                      |                            |                     |
| 7 | 7  | Повратната точка  | Дейвид Франкел     | Греъм Йост                 | 14 октомври 2001 г.  | 14 февруари 2007 г.        | 6,43                |
| Януари 1945 – Пета рота е окопана в покрайнините на Фой – град държан от немците. В очакване на нападението над града, Пета рота трябва да преживее постоянните немски бомбардировки. Джо Той се връща в ротата, но заедно с Гарниер са тежко ранени по време на поредния бараж. Бък Комптън става свидетел на това и руха психически. По време на друга атака Лъз става свидетел на смъртта на Мък и Пенкала. Когато идва времето Пета рота да щурмува града, командирът на ротата, Дайк, се вцепенява по време на битката и ротата е пометена от вражеския огън. Уинтърс нарежда на Спиърс да го замести и Пета рота накрая си намира достоен командир. |    |                   |                    |                            |                      |                            |                     |
| 8 | 8  | Последният патрул | Тони Ту            | Брус Маккена и Ерик Борк   | 21 октомври 2001 г.  | 15 февруари 2007 г.        | 5,95                |
| След като преживява ужасите на Бастон, Пета рота се озовава в Хагенау. Новодошлият неопитен лейтенант Ханк Джоунс веднага изявява желание да участва в следващата задача-(събиране на група от хора – за патрул с опасна мисия за взимане на германски пленници). Уебстър се завръща в ротата след като по-рано е бил ранен и се оказва,че останалите са крайно очудени и също толкава безразлични – заради това-,(че не се е опитал да избяга от болницата – с цел да им помогне, както – „Попай“, Били Гарниър и редица други са направили във-Франция и Холандия и че не е преживял Бастон както другите. От доста време насам момчетата могат поне малко да си отдъхнат и да вземат душ. Джоунс и Уебстър взимат участие в мисията,с позволението на Уинтърс, но всички са в голяма опасност, тъй като им е забранено да носят каски или нещо друго, което би могло да ги забави. Уелш и Перконте се връщат, а Липтън, който е болен, дори няма достатъчно средства за лечение. По време на акцията на патрула – Юджийн Джаксън – един от най-младите членове на ротата рискува и е ранен, заради своите невнимание и нетърпение. Последсрвията са катастрофални. Останалите го преживяват с яд и трагичност. |    |                   |                    |                            |                      |                            |                     |
| 9 | 9  | Защо се бием      | Дейвид Франкел     | Джон Орлофк                | 28 октомври 2001 г.  | 19 февруари 2007 г.        | 6,08                |
| Когато 5-а рота влиза в самата Германия, тя не среща никаква съпротива. Мнозина се впускат да плячкосват и грабят от немските къщи. Майор Уинтърс държи под око приятеля си Никсън, който изживява труден период. Ясно е, че войната почти е свършила. В този епизод 5-а рота се сблъсква с ужасите на холокоста, след като открива нацистки концентрационен лагер. Гледките са потресаващи... |    |                   |                    |                            |                      |                            |                     |
| 10 | 10 | Точки             | Микаел Саломон     | Ерик Йендресен и Ерик Борк | 4 ноември 2001 г.    | 20 февруари 2007 г.        | 5,05                |
| Последен епизод. Пета рота влиза в Берхтесгарден където се намира Орловото гнездо на Хитлер и очакваното място за последен отпор на нацистите. Втората световна война е към края си и за мъжете от Пета рота има два варианта – да се приберат у дома или да бъдат прехвърлени в Япония, където бойните действия продължават. А това зависи от няколко точки във военното им досие. |    |                   |                    |                            |                      |                            |                     |